# Barrage de Serre-Ponçon
Pour les articles homonymes, voir Serre Ponçon.
Le barrage de Serre-Ponçon est un barrage en remblai sur le cours de la Durance à un peu moins de deux kilomètres à l'aval de sa confluence avec l'Ubaye dans le département des Hautes-Alpes. Il est construit en 1959 et forme un imposant lac de retenue, le lac de Serre-Ponçon. L'aménagement hydraulique est complété par le lac d'Espinasses situé au pied du barrage de Serre-Ponçon, qui permet d'alimenter le canal EDF de la Durance.
Achevé en 1959, l'aménagement hydraulique permet de réguler les crues de la Durance, d'irriguer plusieurs dizaine de milliers d'hectares de terres cultivées situées en Provence. Le canal alimente plusieurs barrages au fil de l'eau situé en aval et fournit en eau potable la ville de Marseille. Le lac de Serre-Ponçon est par ailleurs devenu un lieu touristique important pour l'économie de la région.
L'établissement du plan d'eau nécessite le déplacement de plus de mille habitants et la destruction de plus de 400 bâtiments. Un village disparaît sous les eaux, Ubaye, qui n'est pas reconstruit. La partie la plus basse du village de Savines disparaît également mais un nouveau village est installé sur la rive du lac. Pour la première fois en France, les pouvoirs publics prennent des dispositions permettant d'indemniser les expropriés pour le préjudice subi et non seulement au titre de la valeur du bien exproprié. Le réseau de communication est également fortement affecté et cela entraîne la construction de nouvelles routes et voies ferrées.

## Historique

### Premières études
Dès le XIXe siècle, notamment après les crues dévastatrices de 1843 et 1856, la construction d'un barrage est envisagée. Le service des Ponts et Chaussées de l'époque étudie deux sites, l'un à l'amont d'Embrun, l'autre étant déjà le défilé de Serre-Ponçon, qui réduit à environ 150 m de largeur le lit majeur de la rivière, à l'aval du confluent de l'Ubaye, autre gros torrent aux crues violentes. Toutefois, les sondages entrepris à Serre-Ponçon révèlent la présence d'une importante couverture d'alluvions, où l'établissement d'un barrage maçonné est inenvisageable, puisqu'il est impossible d'atteindre la roche dure sous les alluvions pour y fonder un ouvrage.
Les sécheresses de 1895 et 1896 font à nouveau ressentir la nécessité d'un aménagement hydraulique. Dès 1897, de nouveaux sondages sont réalisés, qui ne permettent toujours pas de trouver une assise rocheuse à travers le défilé. Ivan Wilhelm, ingénieur des Ponts-et-Chaussées d'origine alsacienne, propose la construction d’un barrage-poids et à partir de 1909, il en présente plusieurs variantes, enrochement, maçonnerie, béton. La même année une demande de concession est déposée par la Société pour la Régularisation de la Durance, en vue de créer un barrage au lieu-dit Serre-Ponçon. Mais le projet est rapidement abandonné en raison de ses difficultés techniques, la mauvaise qualité apparente du rocher des versants, un calcaire en petits bancs diaclasés, séparés par des lits marneux, plus ou moins fracturés notamment en rive gauche, et l’épaisseur des alluvions garnissant le fond de la vallée, estimée à cent dix mètres. En 1912, un puits et une galerie d’étude sont forés dans le rocher en rive droite ; la galerie a été arrêtée par une grosse venue d’eaux thermo-minérales à 60 °C et l’étude a été interrompue. En 1912 toujours, l'ingénieur Wilhelm publie un ouvrage sur l'intérêt du barrage. Douze nouvelles campagnes de sondages sont menées jusqu'en 1927, et concluent à l'impossibilité de construire le barrage en l'état des techniques et moyens de l’époque. Ces sondages sont menés sous la direction d'une commission géologique présidée par l'ingénieur des Mines Pierre Termier. Cet acharnement, malgré les éléments défavorables révélés par les études, est justifié par l'intérêt du site : c'est la zone la plus étroite de la vallée et l'ouvrage ne serait donc pas démesuré, la zone où le lac serait établi est peu habitée et donc peu coûteuse à maîtriser, et enfin le site se trouve juste à aval de la confluence avec l'Ubaye, cours d'eau déterminant pour disposer d'un apport d'eau suffisant, alors que s'impose l'idée d'utiliser le barrage pour produire de l'électricité, et pas seulement pour maîtriser le régime des eaux et permettre d'irriguer la basse vallée.
Quoi qu'il en soit, s'il avait été réalisé, le barrage envisagé à cette époque aurait eu de bien moindres conséquences pour la vallée de la Durance que l'ouvrage actuel : avec un barrage de cinquante mètres de hauteur soit deux fois et demie moins haut que l'ouvrage actuel, le lac n'aurait même pas touché l'ancien village de Savines, aujourd'hui noyé.

### Progrès techniques et nouveau projet
Aux États-Unis, les études de Karl von Terzaghi sur les grands barrages en terre longtemps jugés dangereux – une trentaine de ruines en une centaine d’années – avaient permis la construction rationnelle et sûre de ces ouvrages ; en France, la possibilité d’un aménagement hydroélectrique du site a relancé les études en 1946, par EDF maître d'ouvrage et le bureau d'étude Coyne et Bellier (en) maître d'œuvre.
Ainsi, le barrage projeté aurait quatre fonctions principales, écrêtement des crues, production hydroélectrique, tête de l’aménagement hydroélectrique de la vallée de la Durance et irrigation agricole, ce qui justifiait largement sa construction ; il a eu ensuite une fonction accessoire devenue importante, l’aménagement touristique de sa retenue.
En 1950, EDF organise un concours d'idées qui débouche sur les principes d'aménagement suivants  :
- l'importante épaisseur de la couche d'alluvions interdit la construction d'un barrage en béton ;
- cette couverture perméable peut être rendue étanche au moyen d'injections de ciment ;
- le barrage peut être réalisé en terre ;
- les équipements techniques peuvent être installés dans des cavités creusées dans le rocher des rives.

Des compléments d’étude géotechnique ont permis de tracer le profil en travers du verrou, montrant que la profondeur maximum du rocher est de 105 m. Un grand barrage « en terre » était envisageable, mais il fallait tout d'abord injecter sous le barrage un large et profond rideau d’étanchéité dans les alluvions sablo-graveleuses et les éboulis de pente ; compte-tenu des dimensions du barrage, ce rideau devait être entièrement et définitivement réalisé avant la construction du barrage puisqu'il ne serait plus possible ensuite de le compléter et/ou de le renforcer, la moindre fuite étant susceptible de compromettre la sûreté de l'ouvrage. Le succès au lac Noir du procédé des forages d’injection équipés de tubes à manchettes garantissait que le contrôle rigoureux du rideau serait possible au fur et à mesure de son avancement.

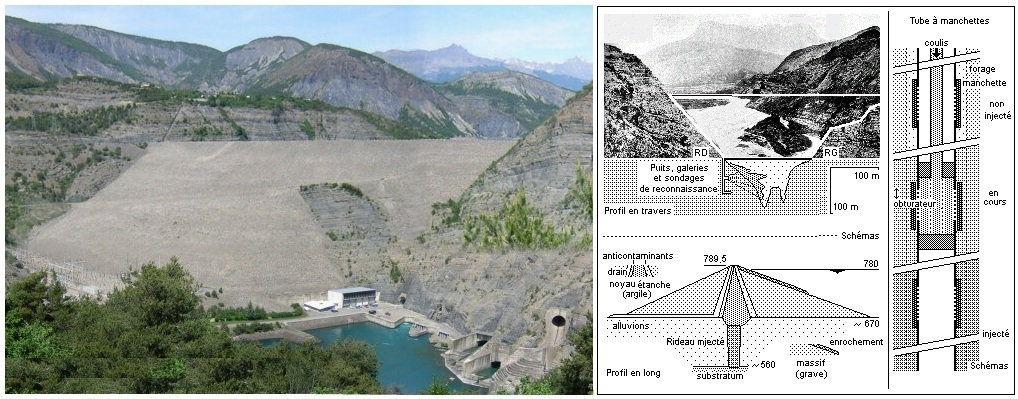
Le barrage de Serre-Ponçon sur la Durance - Vue générale - Profils en travers et en long - Tube à manchettes.

### Réalisation

#### Déclaration d'utilité publique
Le barrage est déclaré d'utilité publique par une loi du 5 janvier 1955, dans le cadre de l'aménagement de la Durance. Les aménagements de la Durance, dont le barrage de Serre-Ponçon, sont concédés à EDF par un décret du 28 septembre 1959. Le cahier des charges de la concession est approuvé par un décret le 26 septembre 1961.

#### Construction
Construit d’avril 1957 à novembre 1959, le barrage est un massif zoné en terre haut de 123 m, long de 125 m en pied et de 600 m en crête, et large de 650 m à la base dans le sens du lit, d’un volume total de quatorze millions de mètres cubes ; pour l’adapter à une irrégularité morphologique et structurale du versant gauche – courbe d’ancien méandre encaissé –, sa crête est concave vers l’amont. Le massif est constitué de grave sableuse prélevée en aval dans la plaine alluviale d’Espinasses ; ses talus à pentes d’environ 20° à l’amont et 25° à l’aval sont protégés par une couche superficielle d’enrochements épaisse d’environ un mètre ; le noyau étanche est constitué d’argiles prises sur place et préalablement épurées ; il comporte sur chaque face un écran filtre anticontaminant et sur la face aval, un écran drainant prolongé jusqu’au pied aval ; le rideau parafouille injecté d'argile colloïdale selon le procédé des tubes à manchette, prolonge le noyau jusqu’au substratum à 105 m de profondeur.
Le cœur du barrage est constitué par son noyau étanche : c'est lui, en continuité avec les voiles d'injection dans le fond du lit de la rivière et dans les rives, qui assure véritablement la retenue des eaux. Le volume du noyau n'est que de deux millions de mètres cubes. Les douze autres millions de mètres cubes constituent les épaulements à l'aval et à l'amont du noyau, qui n'ont pour fonction que d'étayer celui-ci.
Le voile étanche dans le substrat est réalisé après divers essais, en injectant verticalement un mélange d'argiles d'Apt et de coulis de ciment. Les essais d’injection ont débuté en 1951 ; le rideau a été achevé et contrôlé en 1955. La perméabilité obtenue est dix mille fois plus faible qu'auparavant (sous la charge maximale du plan d'eau, le volume de fuite attendu n'est que de vingt-cinq litres par seconde) et la cohésion des matériaux ainsi traités est telle que le forage de galeries a ensuite nécessité l'emploi d'outils pneumatiques. Cette coupure étanche est prolongée par précaution dans les versants rocheux des rives, permettant d'offrir un raccordement complet avec tout le développement du noyau étanche du barrage. Le voile étanche nécessite l’utilisation de 10 000 tonnes de ciment et de 20 000 tonnes d'argile pour étancher 100 000 m3 d'alluvions.
Les matériaux sont prélevés sur place par mesure d'économie, leurs caractéristiques géotechniques étant bien connues grâce aux nombreuses études préalables. Le noyau est réalisé avec des matériaux à forte composante argileuse prélevés dans les pentes et dans le cône de déjection du torrent des Lionnets en rive droite de la Durance, à l'amont immédiat du site du barrage. Les autres matériaux sont prélevés juste à l'aval du barrage, ce qui offre l'avantage supplémentaire de permettre de creuser le bassin de compensation de l'usine (d'un volume de six millions de mètres cubes), destiné à laminer les débits de pointe de la future usine. Les matériaux sont mis en œuvre par couches de cinquante à soixante centimètres avant compactage, qui font l'objet d'un hersage pour supprimer les petits blocs, lesquels sont réemployés pour réaliser un matelas de protection contre l'érosion météorique en parement aval.
Cinq pelles électriques, dont deux sont munies de godets de 5,25 m3, suffisent à réaliser les terrassements. Elles alimentent une noria de camions composée de trente-trois semi-remorques d'origine américaine Euclid d'une capacité unitaire de vingt mètres cubes. Au rythme de 50 t d’argile du noyau et de 20 000 m3 de grave du massif par jour, le chantier occupait environ trois mille personnes (pour l’essentiel, conducteurs d’engins – dragues, pelles, bouteurs, chargeurs, dumpers, compacteurs, niveleuses…) de deux heures du matin à dix heures du soir (l’arrêt de quatre heures étant nécessaire à l’entretien des engins).

#### Ouvrages annexes

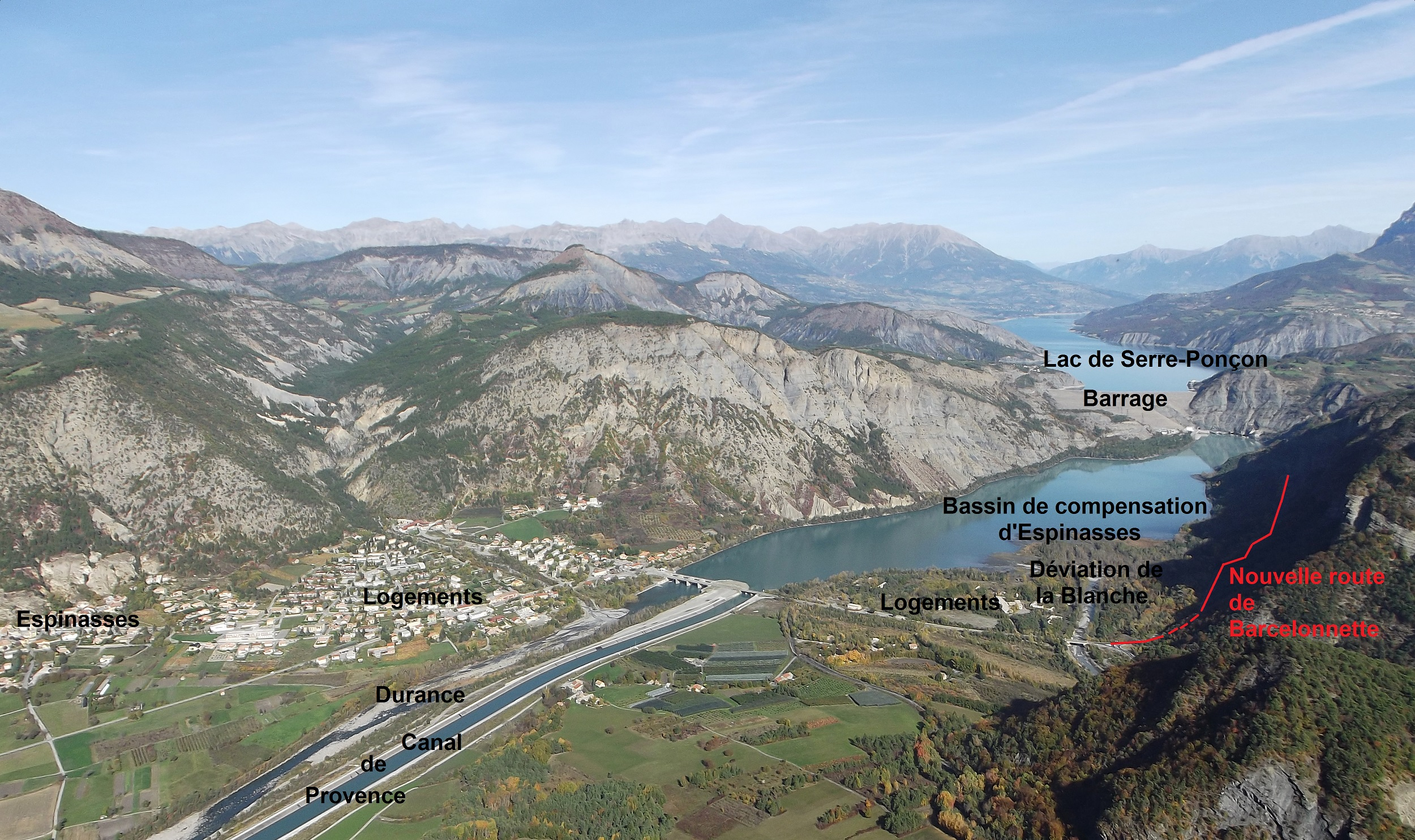
Site de l'aménagement de Serre-Ponçon.

La centrale électrique — architecte Jean de Mailly aidé de Jean Prouvé — est installée dans deux grandes chambres au rocher sur la rive gauche.
Tous les ouvrages annexes (galeries, chambre des vannes, salle des machines, poste de transformation) sont en effet installés en souterrain dans le rocher de la rive gauche, dont les excavations représentent quarante mille mètres cubes.
Deux galeries au rocher de 900 m de long et 10,5 m de diamètre sont préalablement forées en rive gauche pour assurer la dérivation provisoire de la rivière ; dès le début des travaux, elles ont étalé la crue du 14 juin 1957 – 1 700 m3/s – particulièrement catastrophique en amont dans la vallée du Guil.
Ces galeries de dérivation provisoire sont ensuite incorporées à l'ouvrage pour servir de vidange de fond et d'alimentation des turbines, car elles sont raccordées aux conduites forcées de celles-ci, et équipées de vannes de dévoiement de quatorze mètres carrés. Cette disposition particulière a été retenue pour empêcher l'envasement des vidanges de fond en maintenant en permanence un flux d'eau. Or le volume de matériaux fins apportés par les cours d'eau alimentant le lac du barrage est estimé à 2,5 millions de tonnes par an. Ces vidanges de fond offrent une capacité d'évacuation de 1 200 m3 s−1.
Outre les vidanges de fond, une galerie d'évacuation supplémentaire de 9,5 mètres de diamètre offre une capacité supplémentaire d'évacuation de 2 000 m3 s−1. Enfin, la protection du barrage contre la surverse est assurée par une revanche (différence de hauteur entre le plan d'eau et la crête de l'ouvrage) de huit mètres, soit une capacité de stockage exceptionnel de 250 millions de mètres cubes.
La salle des machines compte quatre groupes turbo-alternateurs capables de turbiner chacun 75 m3 s−1 pour produire de l'électricité.
Le bassin de compensation a été aménagé dans la fouille d’extraction de grave d’Espinasses, barrée à l’aval par le pont-barrage de la RD 900 fondé sur un rideau de pieux sécants, ancêtre des parois moulées ; c’est un barrage en béton au fil de l’eau équipé de quatre vannes permettant le passage des grandes crues et assurant la prise du canal de Curbans, premier bief de l’aménagement hydroélectrique de la Durance.

#### Inauguration
La mise en eau de la retenue a débuté le 16 novembre 1959 pour s'achever le 18 mai 1961. Le barrage ne fut pas inauguré, en raison de la guerre d’Algérie. Lorsque la construction du barrage fut achevée en 1961, le Général de Gaulle qui devait présider la cérémonie de lancement (à l'époque il s'agissait du plus grand barrage d'Europe en capacité)  n'a pas pu se déplacer. Pourtant l'ouvrage était à l'époque le « plus grand barrage d'Europe en capacité »,.

## Caractéristiques

### Dimensions
La crête du barrage est située à l'altitude de 783,5 mètres. La cote d'exploitation du plan d'eau est fixée à l'altitude de 780 mètres, avec une variation saisonnière pouvant l'abaisser jusqu'à 736 mètres.
A l'origine le lac de Serre-Ponçon constituait la plus grosse retenue d'Europe. Depuis de nombreuses autres retenues artificielles plus importantes ont été réalisées comme celle du barrage d'Alqueva sur le río Guadiana au Portugal , plus grande retenue d'Europe dont le volume d'eau est trois fois supérieur et la superficie neuf fois plus importante.

### Fonctionnement
La superficie du bassin versant de la Durance et de ses principaux affluents, le Guil et l’Ubaye, en amont du barrage est de 3 600 km2. Le régime du cours d'eau est montagnard méditerranéen avec un étiage hivernal, des hautes eaux et des  crues violentes à la fin du printemps lors de la fonte des neiges et au début de l’été ainsi que des crues en automne. Le débit de la Durance immédiatement en amont du lac est en moyenne de 80 m3/s, de 20 m3/s à l’étiage et de 1 700 m3/s pour la plus grosse crue observée (14 juin 1957).
Le volume maximum de la retenue est de 1,272 km3 (milliards de mètres-cubes), dont environ un tiers mobilisable pour l'exploitation. Son niveau maximum est à 780 mètres d’altitude ; il peut descendre à 722 mètres d’altitude à l'étiage et/ou pour des pics d'utilisation électrique et/ou agricole. Ce marnage annuel plus ou moins rapide qui peut donc approcher 58 m, dépend des conditions météorologiques pour l’alimentation et des conditions d’exploitation électrique et agricole pour le prélèvement. Il gêne évidemment l’exploitation touristique de la retenue ; à Embrun, pour y remédier en partie, un plan d’eau endigué à niveau constant a été isolé du lac.

### Risque de rupture
Très largement surdimensionné pour résister aux deux principaux phénomènes naturels dangereux régionaux, crues et séismes, le barrage est prévu pour supporter un séisme de magnitude 7 jamais observé dans la région et un débit de crue maximal de 3 440 m3/s, double de la crue catastrophique du 14 juin 1957.
Le lac de Serre-Ponçon est la plus importante retenue d'eau artificielle en France métropolitaine. Une rupture du barrage produirait une onde de submersion catastrophique d'une hauteur variable selon la largeur de la vallée (trente-deux mètres à Tallard, cinquante-trois à Sisteron) qui, en quelques heures, dévasterait la vallée de la Durance puis inonderait la basse vallée du Rhône ; la Camargue serait submergée, ainsi qu'Avignon et les autres villes riveraines. L'onde refluerait aussi dans les vallées adjacentes : Luye, Buëch, Jabron, Vanson, Verdon, Bléone, et dans la vallée du Rhône sur une vingtaine de kilomètres en amont du confluent, sans être arrêtée par l'usine-écluse d'Avignon.
Pour parer à ce risque, en plus des inspections courantes communes à tous les barrages de France, des inspections décennales subaquatiques permettent de contrôler l’état du barrage sans vider la retenue. À la mi-septembre 1971, en première mondiale, on utilisa la soucoupe plongeante de la Calypso (SP-350) : la soucoupe était pilotée par Albert Falco ; douze plongées d'une durée totale de 16 h 30 furent effectuées,.

## Impacts

### Sur les vallées
L’aménagement de la retenue a imposé la destruction de deux villages et le déplacement de plus de mille personnes. Le village d'Ubaye n'a pas été reconstruit et celui de Savines, en grande partie submergé, a été reconstruit plus haut sur la rive gauche. Une profonde refonte des réseaux routier et ferroviaire a également été nécessaire.
Les élus des vallées concernées militèrent (au sein du comité d’action et de défense de la vallée de l’Ubaye) pour ne pas être à nouveau isolés : le lac coupait de nombreuses routes, supprimait la gare de Prunières. Au total, cinquante kilomètres de routes et quatorze de voies ferrées sont construits.
Les expropriés obtinrent, pour la première fois en France à l’occasion de la construction d’un barrage et du déplacement de villages, une indemnité pour le « préjudice moral causé par l’arrachement d’une population à son milieu naturel ».
En 1958, l'évacuation des habitants et la mise en eau de la retenue inspirèrent le film L'Eau vive de François Villiers, sur un scénario de Jean Giono. La chanson L'Eau vive, chantée par Guy Béart est devenue un classique de la chanson française.
La mise en eau du lac commence en novembre 1959 et dure environ un an.

### Sur la population locale

#### Un projet aux conséquences inusitées
La création du plan d'eau entraîne la disparition de 2 830 hectares de terres, dont 660 cultivables, dans douze communes. Disparaissent également plusieurs maisons isolées, une dizaine de hameaux, et deux villages, Savines et Ubaye. Au total 417 immeubles sont à démolir, dont 225 pour le seul village de Savines, y compris deux usines. À Ubaye, qui ne sera pas reconstruit, 65 constructions doivent disparaître.
Mille-cent habitants doivent quitter la zone, dont 800 à Savines et 150 à Ubaye. Trois-cents agriculteurs sont concernés, ainsi que plus de 150 ouvriers, 30 commerçants et 60 salariés, fonctionnaires et professions libérales. Au-delà des communes affectées directement, d'autres sont touchées par exemple par la disparition des usines de Savines, où travaillaient 70 ouvriers d'Embrun,.

#### Une réponse exceptionnelle des pouvoirs publics
En 1952, EDF fait une première proposition d’indemnisation, qui est rejetée par de nombreux propriétaires. Une seconde estimation par des experts régionaux et nationaux est à son tour rejetée par l'association créée par les expropriés. L'arbitrage du président du Conseil est demandé, ce qui donne lieu aux accords Matignon de mars 1956, favorables aux expropriés et imposant une classification unique pour toute la zone concernée.
La loi du 5 janvier 1955 par laquelle le projet est déclaré d'utilité publique modifie en outre la législation en matière d'expropriation : elle oblige le concessionnaire (EDF) à acheter entièrement toute exploitation dont un bâtiment essentiel à l'activité serait submergé, ou dont les revenus diminueraient de plus de 35 %, ou dont la surface restant émergée serait inférieure à cinq hectares, ou dont la baisse de productivité serait supérieure à 15 %.
Outre la valeur des biens, EDF est tenue de payer une indemnité d'expropriation, dont le rôle est de compenser le préjudice moral provoqué par le bouleversement des conditions de vie imposé aux expropriés. En outre, une indemnité de réemploi vise à permettre aux personnes devant partir de racheter un bien, dans un contexte où l'exode provoqué par l'aménagement entraîne une soudaine hausse de la demande.
La loi de janvier 1955 autorise les expropriés à jouir gratuitement des biens cédés pendant deux ans après la vente, et ceux qui partent au bout d'un an touchent une prime complémentaire.
Ces dispositions financières destinées tant à indemniser équitablement qu'à faciliter la réalisation du projet en limitant les réactions hostiles amènent la valeur des biens cédés à des niveaux comparables aux exploitations de culture florale dans les Alpes-Maritimes, au-dessus du prix des meilleures terres agricoles d'Alsace et du Roussillon.
Cette nouvelle estimation de la valeur des biens, beaucoup plus favorable que les précédentes, entraîne le revirement des personnes qui avaient déjà vendu leur bien à l'amiable à EDF, et qui demandent à bénéficier de ces nouvelles conditions. Trente-cinq propriétaires sont concernés, tous à Savines, qui dès 1951 avaient accepté les conditions proposées alors par EDF. Ils s'organisent en syndicat, que certains appellent alors le « Syndicat des Malvendus ». Ils n'obtiennent cependant que les nouvelles indemnités, et pas la révision de la base de l'expropriation.
Au total, EDF verse six milliards d’anciens francs d’indemnités. Selon la chercheuse Christiane Vidal, « L'EDF paya plus que ce qu'elle aurait dû si elle s'en était tenue à l'application des principes traditionnels de l'expropriation, parce qu'il s'agissait d'un cas exceptionnel par son ampleur ».

#### Devenir des partants
Quatre-vingts pour cent des expropriés se réinstallent dans la région de la Durance, dans les Hautes-Alpes ou dans les Basses-Alpes. Environ 20 % s'installent dans la région d'Oraison, certains s'installent à Gap, d'autres investissent leur capital dans le mouvement naissant d'aménagement de stations de ski.
C'est la profession agricole qui a bénéficié des plus grandes attentions, étant donné le fort impact du projet sur les exploitations de la vallée. Dès 1953, un bureau de renseignement est installé à la Maison des Agriculteurs des Hautes-Alpes à l'initiative de la Fédération des Associations Agricoles. Il est dirigé par un ingénieur agronome qui recense toutes les offres de ventes du Sud-Est de la France, et informe les exploitants sur la valeur réelle et le potentiel de ces biens. Une cinquantaine d'exploitations seulement sont trouvées, pour environ deux-mille hectares au total, et la plupart du temps à l'abandon en raison de leur mauvais rapport.
Deux projets d'aménagement agricole compensatoire sont étudiés :
- aménagement des espaces non encore exploités du lit majeur de la Durance : le coût prohibitif du projet le fit rapidement abandonner
- mise en valeur du plateau de Mison entre Laragne-Montéglin et Sisteron : 400 hectares y étaient aménageables au moyen de travaux lourds de défrichement, épierrement, nivellement, irrigation... pour un coût estimé à 700 000 francs l'hectare. Le projet aurait permis de créer une quinzaine de fermes de trente hectares chacune, surface jugée alors optimale pour la région. Une loi de 1919 permettait aux départements et aux communes d'assurer la maîtrise d'ouvrage d'un tel type d'aménagement[30].

Les agriculteurs concernés n'acceptèrent cependant aucun des deux projets. Quitter leur terroir était un bouleversement majeur de leurs conditions de vie et la plupart étaient déçus par la taille et l'architecture des fermes du bas pays, très différentes de leurs massives constructions montagnardes. La plupart réussit à se fixer ailleurs dans les Hautes-Alpes ou dans les zones montagneuses des départements voisins. Une minorité est allée plus loin : quelques-uns se sont fixés à Aix-en-Provence, un à L'Isle-sur-Sorgue, un en Camargue pour y pratiquer la riziculture. Quelques dizaines préférèrent prendre leur retraite et vivre du capital acquis.
Une trentaine de personnes cumulaient plusieurs activités : petite agriculture, commerce, bûcheronnage, travail en usine. La moitié préféra se retirer, les autres reconstituèrent une activité dans les communes voisines.
La situation est plus dure pour les locataires et pour les ouvriers dont l'activité disparaît et qui reçoivent une indemnité de licenciement. Certains locataires sont suffisamment indemnisés pour espérer accéder à la propriété, mais le sort des personnes ayant perdu leur travail ne fait pas l'objet d'un suivi social particulier. La plupart quittent leur village pour suivre leur activité lorsqu'elle est délocalisée, ou trouver du travail ailleurs.
Le sort des agriculteurs de l'ancien Savines a fait en 1963 l'objet d'une étude du laboratoire de géographie d'Aix-en-Provence, qui révèle que sur les 103 exploitations préexistantes à l'aménagement hydraulique, 21 seulement ont subsisté, dont les deux-tiers au hameau de Cherrines qui n'était pas touché. Deux seulement ont pu reconstituer leur exploitation au bourg même, par échanges de terres. Vingt-trois exploitants ont acheté des domaines ailleurs. Les autres ont cessé leur activité pour chercher des solutions diverses, de leur propre initiative, sans avoir recours à l'accompagnement mis en place par l'administration.

### Sur les industries de Savines
Il y avait dans l'ancien Savines deux usines qui employaient environ 250 ouvriers, hommes et femmes, pour les deux-tiers domiciliés au village, les autres venant des communes voisines comme Embrun et Chorges en particulier :
- La Cellulose des Alpes (pâte à papier) était un site de production d'une entreprise plus vaste basée à Gap (groupe Charmasson). L'indemnité de transfert versée à l'industriel lui a permis de regrouper ses installations de production à Gap, et le personnel a suivi en quasi-totalité, relogé dans des résidences mises à disposition par l'employeur ou par l'office HLM. Toutefois ce déménagement ne fut qu'une étape pour beaucoup d'ouvriers car dès le début des années 60, seuls sept des anciens de Savines travaillaient encore dans le nouveau site de Gap.
- La SOTEX était une usine de fabrication de pansements installée à Savines en 1915 et qui connaissait des difficultés. Réinstaller l'usine à Savines même semblait peu compatible avec la nouvelle configuration du village et les pouvoirs publics cherchèrent à la transférer à Embrun ou à Gap pour éviter sa disparition et ainsi ne pas affecter l'économie des Hautes-Alpes. Toutefois les exigences de l'industriel pour rester dans le département furent telles qu'il fut jugé préférable de l'indemniser et l'activité rejoignit son site principal à Vienne[22].

Afin de compenser le départ de la SOTEX, EDF a obtenu l'installation à Embrun de la FERRIX, une société d'appareillage électrique basée à Nice, en lui réservant l'exclusivité de la production des transformateurs. L'objectif de reclassement du personnel de la SOTEX ne fut cependant pas atteint puisqu'en 1963, 28 seulement des anciens de la SOTEX figuraient parmi les 175 ouvriers de la FERRIX, et un seul de ces ouvriers habitait encore à Savines et faisait le trajet quotidiennement.
De son côté, la municipalité de Savines avait pris en 1953 la décision de consacrer les indemnités qu'elle percevrait pour les propriétés communales expropriées à l'installation d’industriels dans la commune. La première à bénéficier de ces aides publiques fut la société Omnitube, créée par un industriel d'Ambérieu, qui produisait du matériel scolaire. Elle employa jusqu'à une cinquantaine de personnes mais déposa rapidement le bilan, son activité ayant duré moins de deux ans. En 1959, les Établissements Lambert ont pris le relais, en transférant à Savines leur usine de Condé-sur-Noireau dans le Calvados, grâce à une subvention et un prêt de la commune couvrant la moitié de l'investissement. Cette entreprise fabriquait des antennes de télévision et employa jusqu'à 80 personnes mais l'effectif tomba à une cinquantaine dès le début des années 60. Une dizaine de personnes venaient de la région d'origine de l'entreprise et seulement onze étaient des anciens de la SOTEX.
La commune de Savines a ainsi versé au total 60 millions de francs d'aides publiques à Omnitube et aux Établissements Lambert, qu'elle ne récupéra pas, ce qui contribua à son endettement. La maigre réussite des nouvelles installations industrielles semble avoir été imputable à la nature du marché de l'emploi, les personnels qualifiés étant rares et les offres d'emploi restant sans réponse.
En définitive, la totalité de la population ouvrière habitant Savines avait quitté le village au début des années 60, à de rares exceptions près.

### Détruire et reconstruire
Pas plus que celle d'Ubaye, la reconstruction du village de Savines n'avait été envisagée au début du projet, et elle a fait l'objet de débats. Voulue par les habitants et par le conseil municipal, elle n'a véritablement été admise par tous qu'à partir du moment où EDF a décidé de créer le grand pont de 924 mètres qui relie les deux rives de la commune, et « qui créait un élément intéressant sur le parcours de Gap à Embrun et permettait d'accrocher le nouveau village à un site remarquable, favorable à un éventuel essor touristique ».

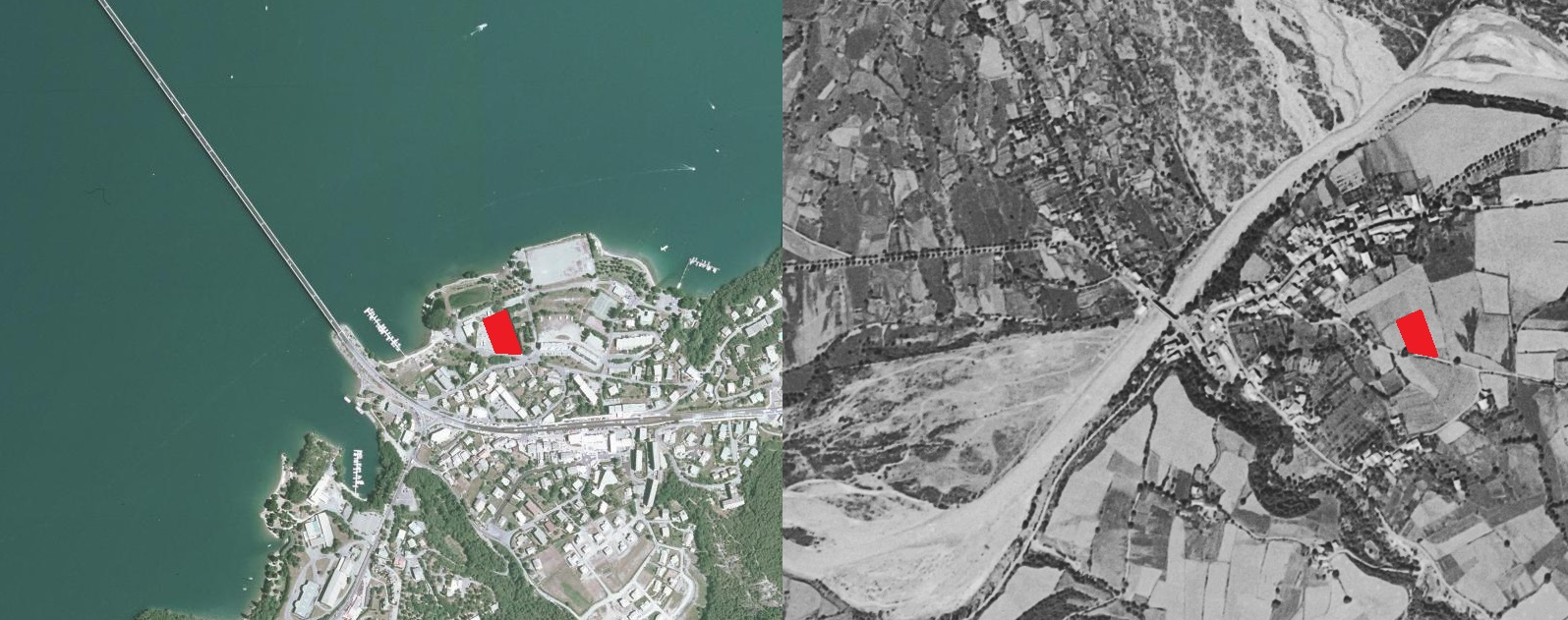
La partie droite de l'image montre Savines avant la création du lac de Serre-Ponçon. La forme rouge marque l'emplacement du cimetière.

La reconstruction de Savines est confiée à l'architecte Achille de Panaskhet qui s'y consacre exclusivement pendant une dizaine d'années. Il produit une série de plans donnant lieu en 1957 au Plan d'Urbanisme de Détail qui prévoit plusieurs secteurs destinés aux activités, aux fonctions résidentielles, aux loisirs, aux services... Les équipements publics sont installés de façon à constituer un véritable centre civique public : mairie, bureau de poste, école, gendarmerie, église. Le projet n'est pas seulement urbain, mais aussi architectural, qui définit implantation, gabarit et style des constructions : matériaux, toitures, ouvertures. De Panaskhet a refusé toute allusion au chalet montagnard pittoresque et a retenu une architecture moderniste contemporaine, recherchant l'horizontale et des lignes effilées, « soulignée par des bandeaux de bétons clairs, et des toits presque plats. Cette architecture emprunte aussi aux ressources locales avec des matériaux comme le bois ou les pierres marbrières de la région ».
De 1959 à 1962 l'architecte dirige une douzaine de chantiers : espace public, mairie, école, logements, gendarmerie... L'église Saint-Florent est terminée en 1962.
De l'ancien village n'allaient subsister que le cimetière et une quinzaine de maisons, « dont la vétusté grisâtre [...] contraste avec l'aspect moderne et cossu des constructions neuves ». Sont également préservés les hameaux du Forest et des Chaumettes.
Malgré ces efforts, et ceux en faveur de l'économie locale, Savines perd la majeure partie de sa population du fait de la construction du barrage, dont l'effectif passe de 976 habitants au recensement de 1954, à 408 à celui de 1962 (Savines ne retrouve une population équivalente qu'au début des années 2000). « Compte-tenu des décès (53) et des nouveaux venus, les deux tiers des habitants de la commune l'ont quittée, notamment la totalité des étrangers, 56, Espagnols et surtout Italiens ».

### Sur les voies de communication
Le projet entraîne la coupure des plusieurs routes nationales et départementales et de la voie ferrée reliant Marseille à Briançon. Toutes ces voies sont reconstruites.

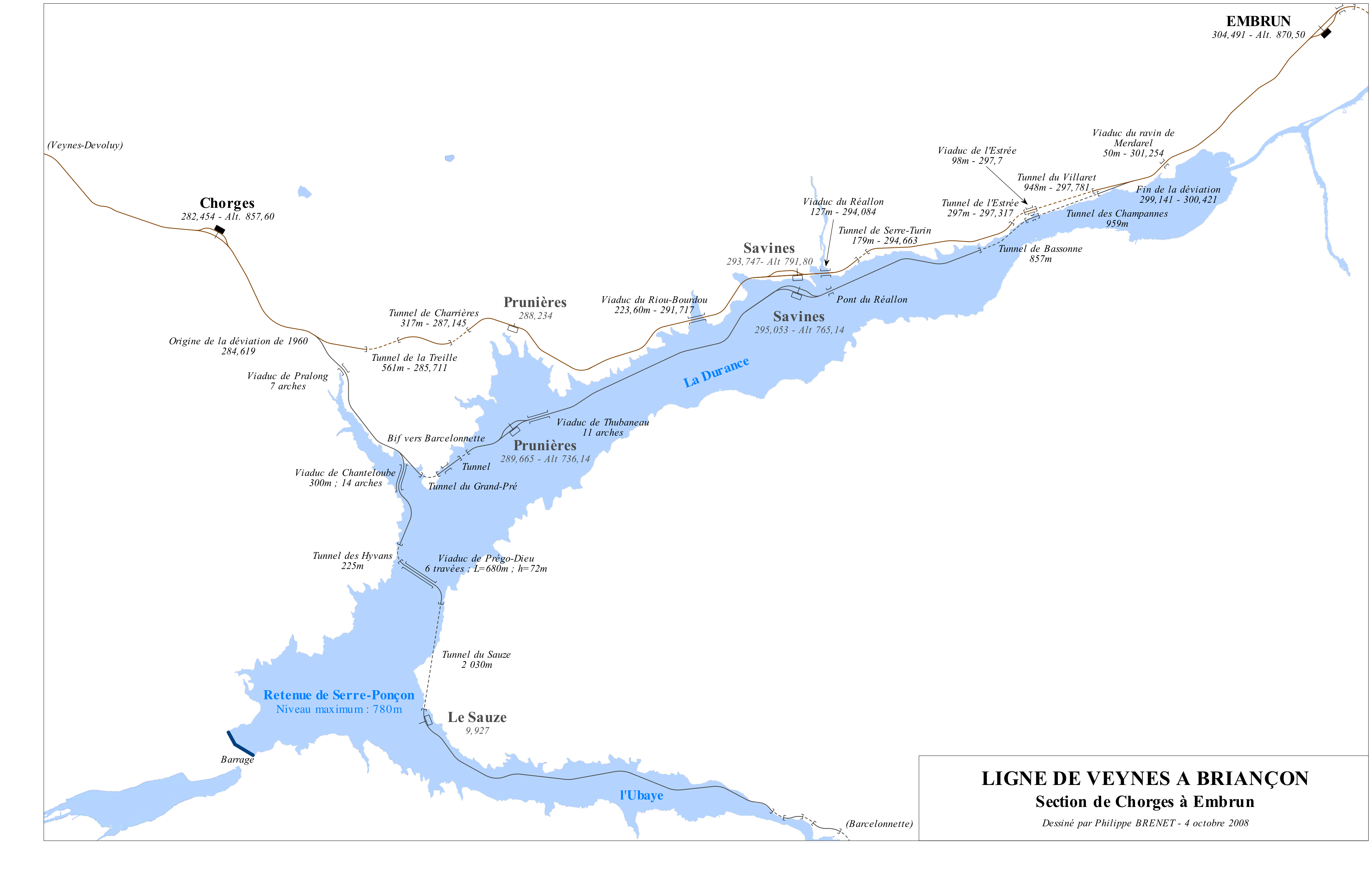
Schéma de la déviation de la ligne de Veynes à Briançon

#### Voies ferrées
- voie ferrée de la ligne de Veynes à Briançon : située en rive droite de la vallée de la Durance entre Chorges et Embrun, cette ligne quittait les hauteurs de Chorges en empruntant le vallon des Moulettes à Chanteloube et rejoignait le fond de vallée où elle longeait la RN 94 puis s'en éloignait peu avant d'arriver à la gare de Savines. Elle présentait depuis la sortie du vallon des Moulettes jusqu'à la gare de Savines une altitude inférieure à celle du plan d'eau. Elle est supprimée entre les lieux-dits Le Villard à Chorges, et Chadenas à Puy-Sanières, peu avant Embrun. Une nouvelle voie est créée entre ces deux endroits, ce qui impose le percement de cinq tunnels et la construction de trois viaducs principaux et de divers petits ouvrages d'art. La gare de Prunières n'est pas reconstruite, celle de Savines est reconstruite plus haut. La nouvelle plate-forme ferroviaire est en grande partie commune, mais indépendante, avec celle de la nouvelle RN 94, afin de limiter les coûts de création des deux infrastructures[41].
- voie ferrée de la ligne de Chorges à Barcelonnette : cette ligne abandonnée avant même d'être terminée se détachait de la précédente au vallon des Moulettes par un grand viaduc (viaduc de Chanteloube, appelé à être presque entièrement immergé) puis franchissait la Durance sur un autre ouvrage de grandes dimensions, resté inachevé, et qui serait démoli en prévision de l'établissement du plan d'eau. Cette ligne n'étant pas en service ni destinée à être terminée n'allait faire l'objet d'aucune compensation, malgré l'insistance des communes de l'Ubaye qui perdaient définitivement toute chance d'être désenclavées par le rail. Ses ouvrages d'art et tunnels sont désormais submergés jusqu'au pied du village de Saint-Vincent-les-Forts.

#### Routes
- route nationale 94 reliant Gap à Montgenèvre : située en rive droite de la Durance, cette route descendait dans la vallée depuis Chorges par le vallon des Moulettes, puis suivait la rivière jusqu'à Savines, où elle la traversait. Poursuivant en rive gauche le long de la Durance, elle ne s'éloignait de celle-ci que pour franchir le cône de déjection du Boscodon, à partir duquel elle n'était plus affectée par le projet. Elle est déviée à partir de Chorges, où elle emprunte la plate-forme de sa variante RN 94c, dont elle se détache au lieu-dit Les Risouls pour emprunter un tout nouveau tracé, le long duquel elle rejoint la nouvelle voie ferrée de Chorges à Savines. Les deux infrastructures demeurent parallèles jusqu'au nouveau pont de Savines. Ce dernier est un grand ouvrage permettant à la route de franchir le plan d'eau et de rejoindre le nouveau village de Savines en rive gauche. D'une longueur totale de 924 m, il est achevé en 1960. Il surplombe l'ancien village de 40 m. Puis la route nationale retrouve son ancien tracé au Boscodon[42].
- Route nationale 94c : cette route est historiquement la plus ancienne entre Chorges et Embrun, et constituait au XIXe siècle le seul axe entre ces deux villes. Lors de la création de la RN 94, elle en est devenue une variante entre Chorges et la vallée de la Durance, où les deux routes se retrouvaient à La Couche, au pied de la chapelle Saint-Michel. Dans cette zone, elle devait disparaître complètement. Sa partie non submergée allait être en grande partie réemployée pour le nouveau tracé de la RN 94, ce qui rendait à cette très ancienne route son statut initial de route principale, ses principaux virages difficiles étant supprimés à l'occasion.
- Route nationale 100b : la partie la plus basse de cette route, le long de la Durance, entre La Bréole et Espinasses, étant affectée par le barrage, devait être rétablie. Une nouvelle route à grandes portions rectilignes et aux caractéristiques plus modernes fut aménagée entre son carrefour avec la RN 100, à Saint-Vincent-les-Forts, et son carrefour avec la RN 100C, au débouché des gorges de la Blanche, près d'Espinasses. Cette route est aujourd'hui la départementale 900b[43].
- Route nationale 542 : cette route suivait la vallée de la Durance en rive droite depuis Tallard et passait par Espinasses à l'amont duquel elle rejoignait la RN 94 en fond de vallée. Entre Espinasses et ce carrefour final, elle devait disparaître complètement sous le barrage lui-même et sous le plan d'eau. Pendant les travaux, une route provisoire a été construite pour maintenir cet axe important. Mais l'altitude du plan d'eau a imposé la création d'une route totalement nouvelle, l'actuelle route départementale n°3, qui s’élève en rive droite depuis Espinasses de façon à passer au-dessus du barrage, dessert le belvédère qui domine celui-ci et le Muséoscope du lac, passe par le tunnel de Rocher Chabrand, franchit le col Lebraut à Chorges puis redescend en direction de cette ville pour emprunter la plate-forme de l'ancienne RN 94 dans sa partie abandonnée depuis Chorges. Elle rejoint l'actuelle RN 94 à la sortie orientale de la ville[41].
- l'ancienne route du Lauzet à la Durance, en rive droite de la rivière Ubaye, qui rejoignait la RN 542 au pied du village du Sauze en desservant le village d'Ubaye au passage. Cette route a été remplacée par une nouvelle liaison du Lauzet à Savines via le Sauze-du-Lac, qui passe au-dessus du site de l'ancien village d'Ubaye, submergé et non reconstruit, et dont seul subsiste le cimetière, sauvé pour avoir été déplacé pierre par pierre[43]. D'abord nommée route nationale 854, elle a été transférée au Département et est l'actuelle route départementale 954. L'ancienne route du Lauzet à la Durance offrait en outre un carrefour avec un chemin descendant de la Bréole, qui traversait l'Ubaye par un pont, appelé à disparaître. Cette dernière voie, l'actuelle départementale 57, s'interrompt désormais en cul-de-sac au droit du plan d'eau.

#### Création de grands ouvrages
Avec une longueur de 924 mètres, le pont de Savines est le plus important ouvrage routier créé pour rétablir les voies de communication. Il franchit l'extrémité nord du lac, entre l'embouchure du torrent de Réallon et le nouveau village de Savines, et supporte la nouvelle nationale 94. Il utilise la technique du béton précontraint. Il est constitué de douze éléments de 77 mètres. Ces éléments reposent sur des piles en béton, de section carrée de cinq mètres, qui sont creuses et dans lesquelles l'eau du lac pénètre librement pour éviter toute sollicitation due à la pression de l'eau, en fonction des variations du plan d'eau. Les parois de ces piles sont fines : quarante centimètres. Seules les fondations sont massives ; elles pénètrent dans le substrat de six à huit mètres cinquante.
Les mêmes techniques de précontrainte ont été adoptées pour réaliser le pont qui franchit le Riou Bourdoux et celui qui traverse la queue du lac sur l'Ubaye (actuelle RD 954). Ce dernier ouvrage présente une seule arche de béton précontraint d'une ouverture de 101 mètres, record de l'époque pour une réalisation de ce type en France.
Enfin, la D 641 à Savines, située en rive droite du lac, franchit le torrent du Réallon au moyen d'un ouvrage original en demi-arc d'une portée de 48,5 mètres, sur une unique culée en rive droite du torrent, disposition inhabituelle imposée par les conditions topographiques et géologiques du site.

### Sur le site de la chapelle Saint-Michel

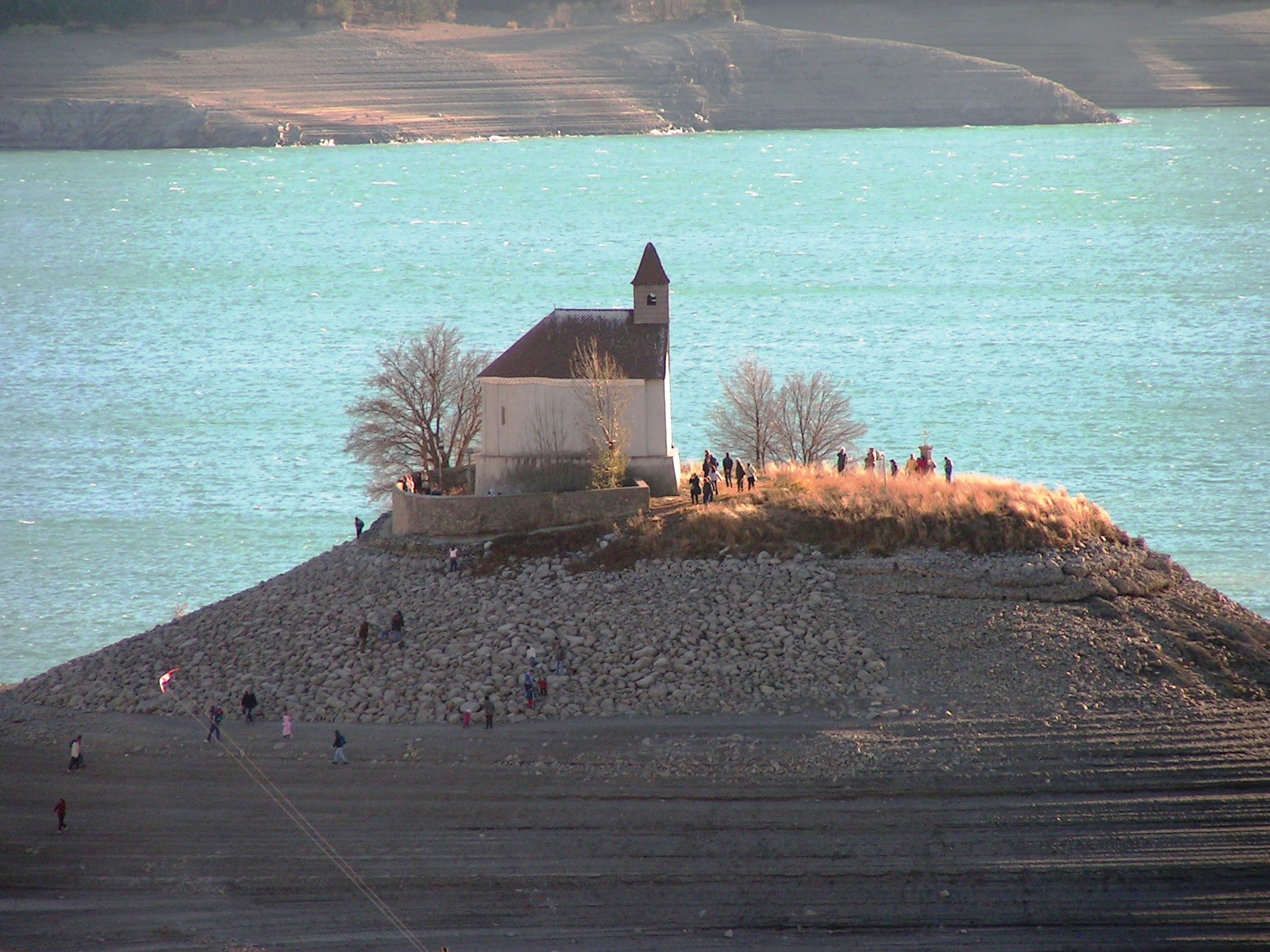
Chapelle Saint-Michel aux basses eaux.

Aux environs de l'an 1020, l'abbaye Notre-Dame de Boscodon possédait un prieuré qui dominait la vallée de la Durance sur sa rive droite, entre Chorges et Prunières. La chapelle, construite au XIIe siècle sur une petite éminence, associée à l'abbaye de Saint-Michel-de-la-Cluse, fut détruite en 1692 par les troupes du duc de Savoie Victor-Amédée II. Reconstruite au XVIIe siècle, elle devint un lieu de pèlerinage pour les paroissiens de Chorges et de Prunières, qui s'y rendaient en cortège le 29 septembre, fête de la saint-Michel.
Lors de la construction du barrage, la destruction de la chapelle était programmée, mais comme elle était située à une altitude légèrement supérieure à la cote maximale théorique du futur plan d'eau, elle fut finalement sauvegardée. Désormais la chapelle trône seule sur un îlot de quelques dizaines de mètres carrés au-dessus du niveau maximum du lac. Le cimetière a été englouti, et la chapelle murée. On peut encore s'en approcher lors des basses eaux, mais pas y pénétrer. Des offices religieux sont parfois célébrés sur des embarcations à proximité de la chapelle.
L'îlot Saint-Michel est aujourd'hui l'un des sites les plus photographiés du département des Hautes-Alpes.

## Aménagements hydrauliques

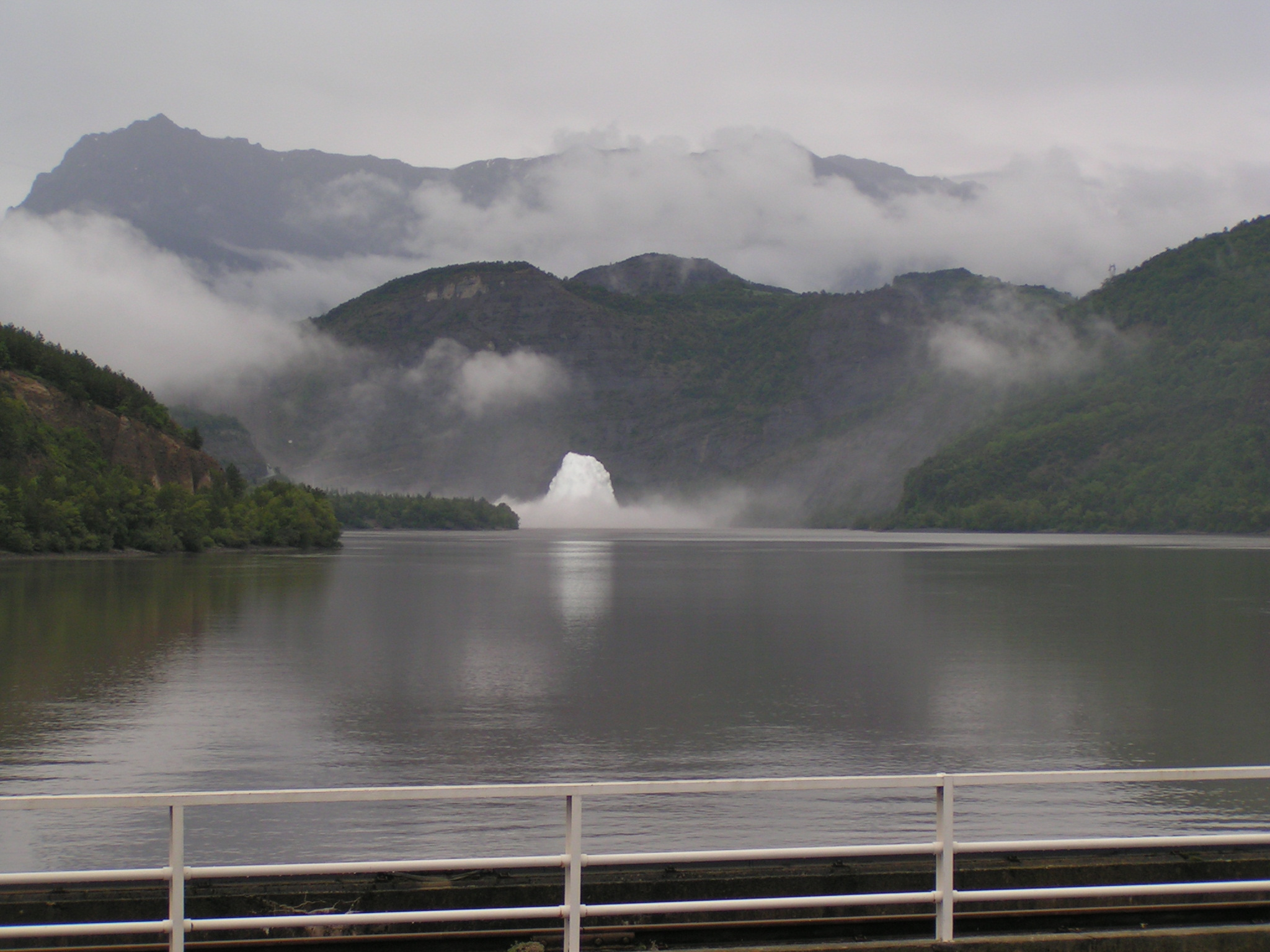
Évacuateur de crue du barrage de Serre-Ponçon vu du pont d'Espinasses - 30 mai 2008.

La « loi d'aménagement de Serre-Ponçon et de la Basse-Durance » du 5 janvier 1955 marque la volonté du législateur d'associer l'irrigation à l'hydroélectricité. Ainsi, à partir de la retenue, un canal, géré par EDF, conduit la plus grande partie de l'eau de la rivière vers des barrages-usines successifs situés tout au long de la vallée, et permet l'irrigation. Le « grand canal EDF » suit la Durance, sur l'une ou l'autre rive, sur plus de 100 kilomètres, et ne la quitte qu'à la hauteur de la « trouée de Lamanon », dans le nord des Bouches-du-Rhône, pour se diriger vers l'étang de Berre.

## Exploitation touristique

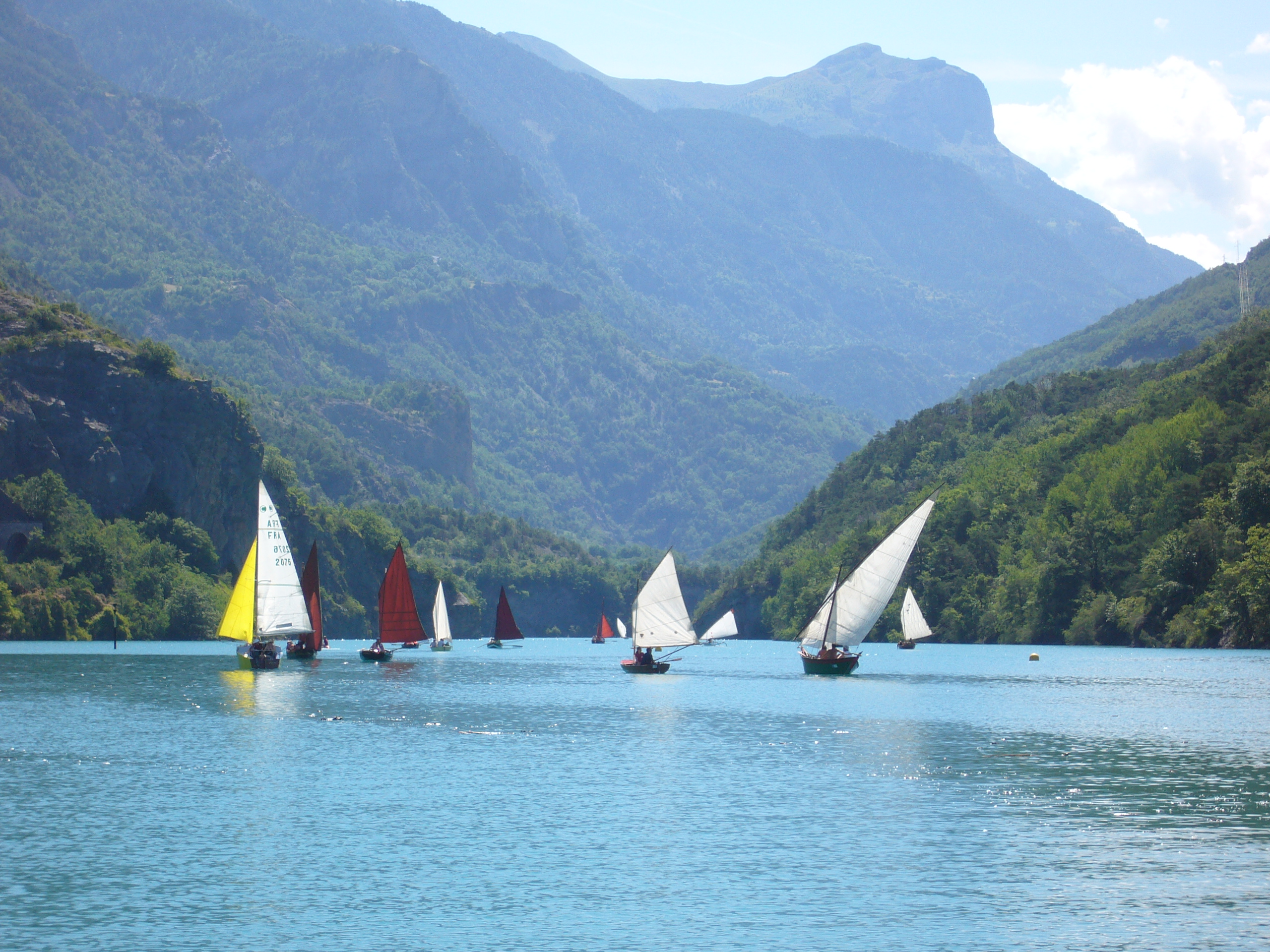
Les Voiles d'en-haut.

Le lac de Serre-Ponçon, d'une superficie de plus de 2800 hectares, forme une véritable petite mer intérieure qui  en fait un des principaux sites touristiques des Hautes-Alpes.  L'activité touristique dans les communes bordant le lac génère un chiffre d'affaires de 210 millions € (2020) soit 10% des revenus du département dans ce secteur et 34,7% de la fréquentation estivale dans les Hautes-Alpes. Les communes alentour disposent d'une capacité de 67 000 lits qui ont généré 941 000 nuitées. 
Plusieurs lieux ont été aménagés afin de développer le tourisme dans les différentes communes autour du lac de Serre-Ponçon : installations nautiques (bouées, pontons) à Savines-le-Lac, Saint-Vincent-les-Forts et Embrun, terrains de camping, création de plans d'eau non influencés par le marnage du lac (Embrun), aménagements de plages , etc.
Le Syndicat mixte d'aménagement et de développement de Serre-Ponçon fondé en 1997  (SMADESEP), qui regroupe  le Département et les collectivités riveraines du lac, assure la gestion et l'aménagement touristique de la retenue. Cet établissement est responsable de l'ensemble des équipements publics - plages surveillées et installations portuaires - et a également pour mission d'instruire pour le compte d'EDF les demandes d'occupation temporaire du domaine public hydroélectrique. Cet accord prévoit non seulement la mise à disposition du SMADESEP du domaine public hydroélectrique, mais également d'autres dispositions comme le respect par EDF d'une cote minimale du lac pendant la période estivale ou l'obligation respective des cosignataires de s'engager dans des logiques d'information mutuelle.

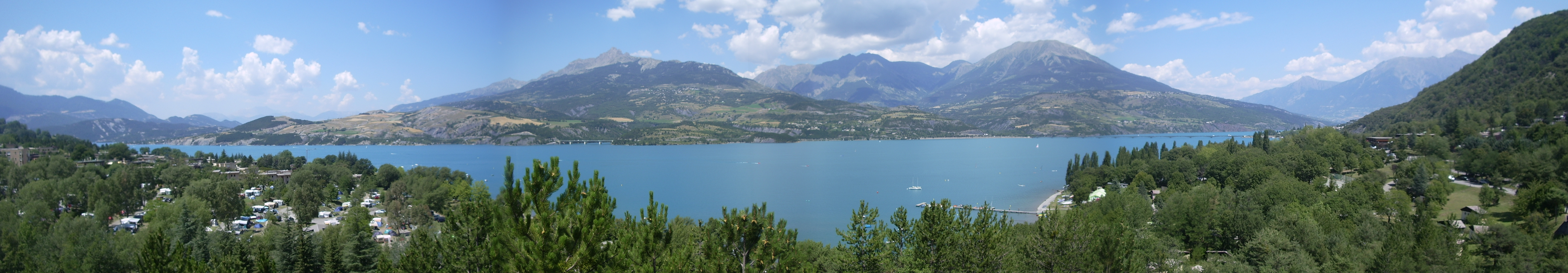
Panorama du lac de Serre-Ponçon depuis Savines-le-Lac.

Les communes riverains du lac sont, dans les Hautes-Alpes, Rousset, Chorges, Prunières,  Savines-le-Lac, Puy-Sanières et  Embrun toutes situées sur la rive droite de la Durance, Baratier à l'angle nord-ouest au niveau de l'embouchure de la Durance donnant sur le lac,  Crots, Savines-le-Lac et Le Sauze-du-Lac situées sur la rive gauche de la Durance.
Dans les Alpes-de-Haute-Provence les communes riveraines du lac sont Pontis située sur la rive gauche de la Durance,  Le Lauzet-Ubaye situées sur la rive droite de l'Ubaye, Saint-Vincent-les-Forts (commune déléguée de Ubaye-Serre-Ponçon) située sur la rive gauche de l'Ubaye et La Bréole.

## Vues du barrage de Serre-Ponçon et du lac d'Espinasses

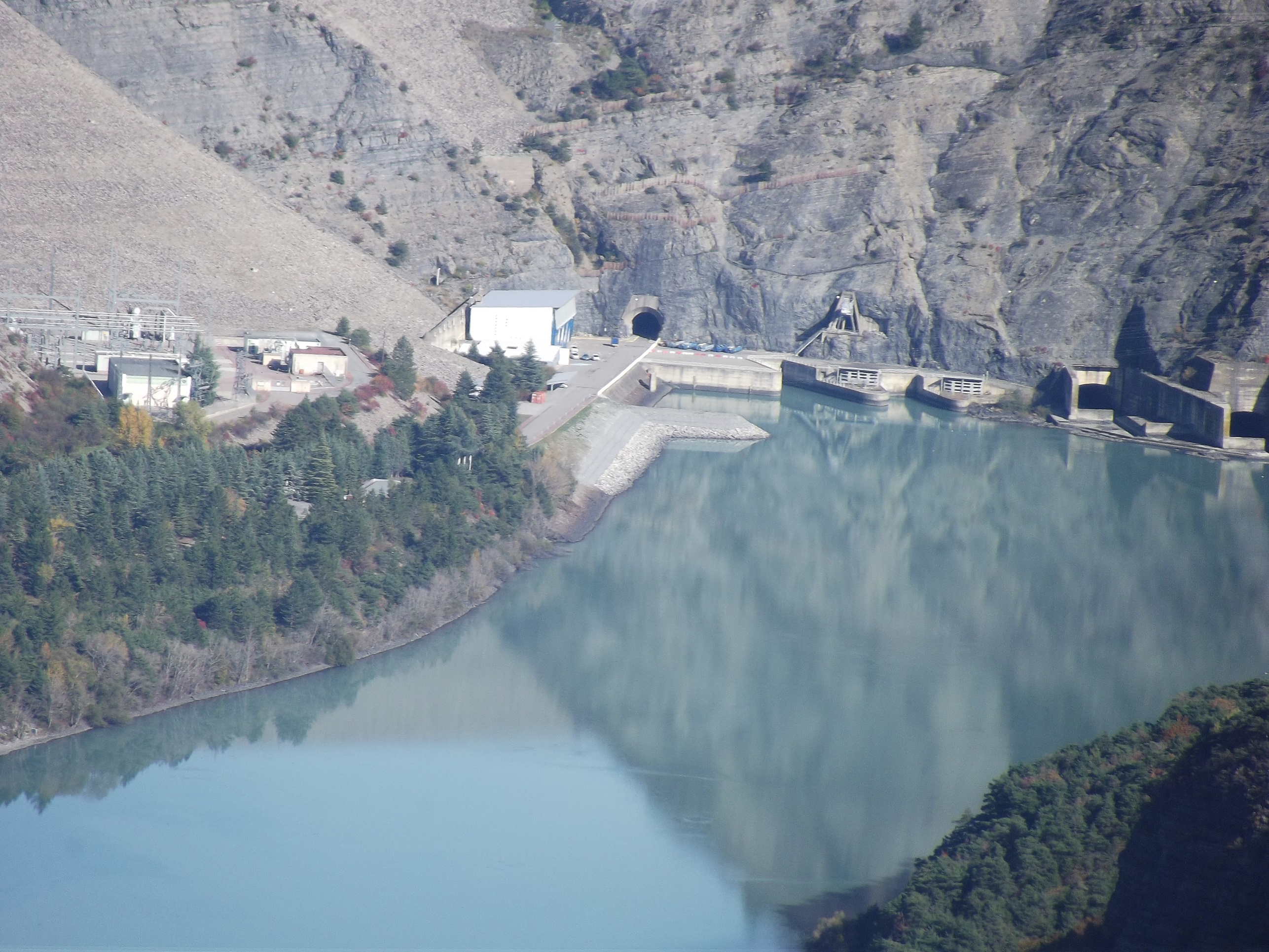
Vue du barrage de Serre-Ponçon depuis l'aval.
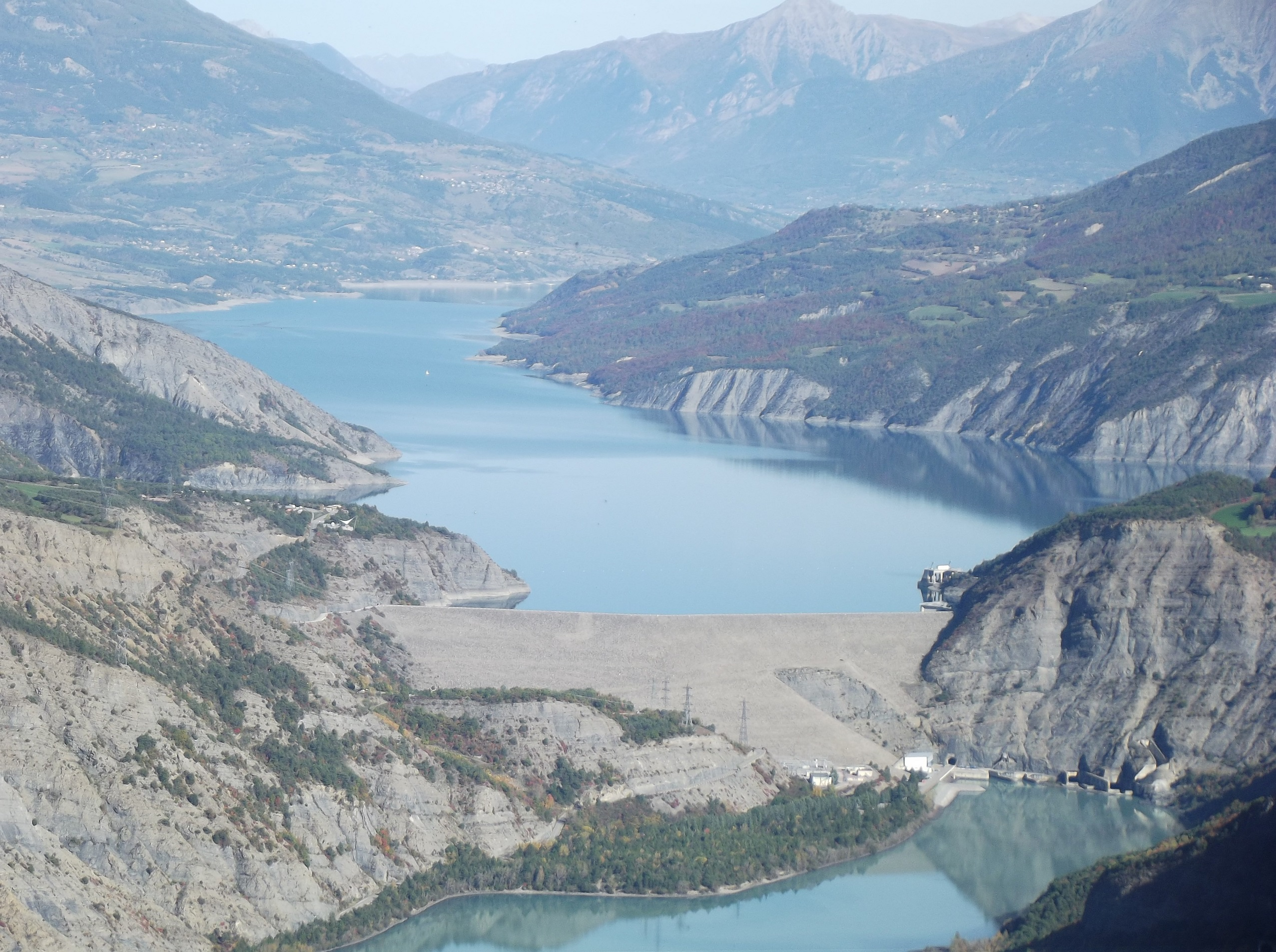
Vue du barrage et d'une partie du bassin d'Espinasses (en aval) et de Serre-Ponçon (en amont).
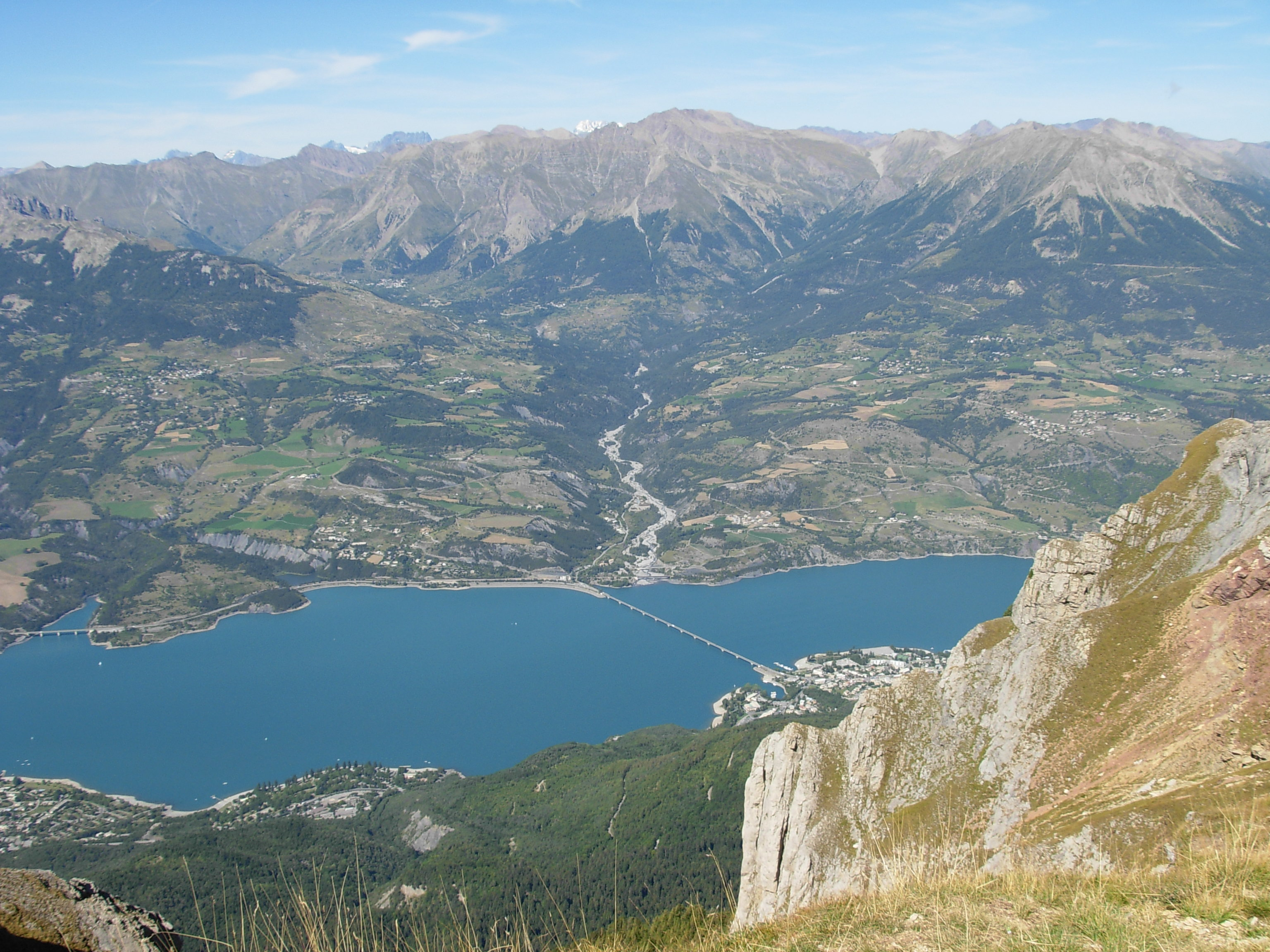
Savines et le lac de Serre-Ponçon vus depuis le pic de Morgon.